# يو إف سي على إي إس بي إن: لوكي ضد دوس أنجوس
يو إف سي على إي إس بي إن: لوكي ضد دوس أنجوس (بالإنجليزية: UFC on ESPN: Luque vs. dos Anjos)‏ هو حدث لفنون القتال المختلطة ستنظمه يو إف سي، وسيُقام في 12 أغسطس 2023، على يو إف سي أبيكس في لاس فيغاس، نيفادا، الولايات المتحدة.